# Katharina Piljić
Katharina Piljić (* 5. September 2003 in Essen) ist eine deutsche Fußballspielerin. Seit dem 1. Juli 2024 ist sie Vertragsspielerin von Bayer 04 Leverkusen.

## Karriere

### Vereine
Die defensive Mittelfeldspielerin begann ihre Karriere beim Verein Sportfreunde Essen und wechselte über Schwarz-Weiß Essen in die Jugendabteilung der SGS Essen, wo sie in der B-Juniorinnen-Bundesliga zum Einsatz kam. In der Saison 2018/19 wurde Piljić mit ihrer Mannschaft Meister der Staffel West/Südwest, scheiterte aber im Halbfinale um die deutsche Meisterschaft am VfL Wolfsburg.
Im Sommer 2020 rückte Piljić in den Kader der in der Bundesliga spielenden ersten Frauenmannschaft auf und debütierte am 8. November 2020 beim 3:1-Auswärtssieg der Essenerinnen beim SC Sand in der höchsten deutschen Spielklasse.
Im April 2024 wurde ihr anstehender Wechsel zur Saison 2024/25 zum Ligakonkurrenten Bayer 04 Leverkusen bekanntgegeben. Piljić unterschrieb einen bis zum 30. Juni 2026 datierten Vertrag.

### Nationalmannschaft
Katharina Piljić bestritt in einem Zeitraum von vier Jahren fünf Länderspiele für die deutsche U15-, sieben für die U16- sowie jeweils ein Länderspiel für die U17- und U19-Nationalmannschaft. Bei der Reaktivierung der U23-Nationalmannschaft im Spieljahr 2024 kam sie am 24. Oktober in Frankfurt am Main beim 3:0-Sieg über die U23-Nationalmannschaft Frankreichs zum Einsatz.